# 2,4-dinitrophenylhydrazin
2,4-dinitrophenylhydrazin (DNPH) er et organisk stof med den kemiske formel C6H3(NO2)2NHNH2. Dinitrophenylhydrazin er relativt følsomt for stød, og eksploderer hvis stødet har været hårdt nok, hvorfor det bør behandles varsomt. Det er en substitueret hydrazin, og anvendes til at påvise carbonylgrupper fra aldehyder og ketoner i organiske molekyler.

## Bradys prøve
2,4-dinitrophenylhydrazin kan benyttes til at påvise om et organisk stof indeholder en eller flere carbonylgrupper. Aldehyder og ketoner reagerer med 2,4-dinitrophenylhydrazin under sure betingelser, hvorved der dannes hydrazoner. 2,4-dinitrophenylhydrazoner er farvede (gule, orange eller røde) og tungtopløselige. Et rødt, gult eller orange bundfald indikerer således at en ukendt prøve kan indeholde en keton- eller aldehydgruppe. Herunder ses et reaktionsskema for en positiv prøve:
RR'C=O + C6H3(NO2)2NHNH2 → C6H3(NO2)2NHNCRR' + H2O
Reaktionen kan beskrives som en kondensationsreaktion, da to molekyler bindes sammen under udskillelse af vand. Reaktionen er imidlertid mere kompleks: Der sker en nukleofilisk addition af -NH2 gruppen og C=O gruppen (carbonylgruppen), som gør at der udskilles vand. Herunder ses reaktionen:
2,4-dinitrophenylhydrazin vil ikke reagere med andre funktionelle grupper der indeholder carbonylgrupper, såsom carboxylsyrer, amider og estere. Disse molekyler er nemlig mere stabile, da et frit elektronpar påvirker carbonatomet i carbonylgruppens p-orbital, hvilket gør at disse molekyler indeholder flere delokaliserende elektroner, som øger molekylets stabilitet. Derfor vil disse funktionelle grupper være mere resistente overfor additionsreaktioner, og vil derfor ikke indgå i en reaktion med 2,4-dinitrophenylhydrazin.